# 粟戎生
粟戎生（1942年—），湖南会同人，生于江苏扬州。中国人民解放军中将。

## 生平
1961年从北京101中学毕业后参军入伍，60年代后期毕业于哈尔滨军事工程学院导弹控制专业。1983年，担任二〇〇师师长。1985年，升任陆军第六十七集团军参谋长，参加两山战役。后调任陆军第二十四集团军军长、北京军区副司令员等职。1999年，授予中国人民解放军中将。

## 争议
有文章指，粟戎生应该对对越自卫反击战中六十七军在“M1”计划中211高地反攻失败负主要指挥失利的责任。也有文章指，粟戎生没有直接指挥责任。2018年，粟戎生对这些传闻则回应道“我是距战斗前沿最近的、职务最高的指挥员，仗没打好，我当然有责任，不骂我还能骂谁呢？”、“我想，骂我可以，但说我们67军这支老部队的坏话，不应该！”、“我的父母是共产党的干部，建国以后共产党执政，有些事没有干好，人民群众不满意，再加上有些干部子弟表现不好，更加重了这种不满。所以能以此为由表示一些不满，也是可以理解的。”

## 家庭
- 父：粟裕